# سوخو-۸۰
سوخو-۸۰ (به انگلیسی: Sukhoi Su-80) یک هواگرد ساختِ کارخانهٔ سوخو در کشور روسیه است. این هواگرد برای نخستین بار در ۴ سپتامبر ۲۰۰۱ میلادی مورد استفاده قرار گرفت.